# Criton d'Héraclée
Criton d'Héraclée (grec ancien Κρίτων), latin : Titus Statilius Crito, T. Statilius Crito), est un médecin et un procurateur grec sous le règne de l'empereur romain Trajan (98 – 117), pendant la campagne de Dacie.

## Biographie
Criton d'Héraclée a écrit quatre ouvrages de cosmétique, populaires sous Claude Galien, ainsi qu'un sur l'histoire, nommé Getica (la), aujourd'hui perdu et ayant servi de base à Dacica (en) (également appelé De bello dacico) de Trajan, décrivant les guerres daciques.